# Théodule-Armand Ribot

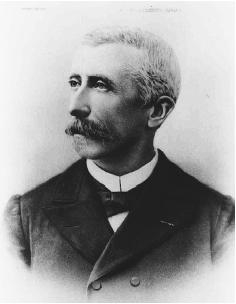
Théodule Ribot

Théodule Armand Ferdinand Constant Ribot (ur. 18 grudnia 1839 w Guingamp, zm. 9 grudnia 1916 w Paryżu) – francuski psycholog i filozof.

## Życiorys
Syn aptekarza Théodore′a Simona Ribota (1808–1870) i Marie Françoise Julienne Yvonne z domu Le Camus (1812–1847). Uczył się w Lycée de St Brieuc. Od 1856 pracował jako nauczyciel filozofii; od 1862 zatrudniony w École normale supérieure. Od 1885 prowadził kursy z psychologii eksperymentalnej na Sorbonie; ukuł i po raz pierwszy użył w monografii La psychologie des sentiments (1896) termin anhedonii. W 1888 został mianowany profesorem psychologii eksperymentalnej i porównawczej w Collège de France.
Pisał o filozofii Arthura Schopenhauera i o niemieckiej psychologii porównawczej; zajmował się też psychopatologią.

## Wybrane prace
- Hérédité: étude psychologique (1873)
- La Psychologie anglaise contemporaine: l'école expérimentale (1870)
- Philosophie de Schopenhauer (1874)
- La Psychologie allemande contemporaine (1879)
- Les Maladies de la mémoire (1881)
- De la volonté (1883)
- De la personnalité (1885)
- La Psychologie de l'attention (1888)
- Discours du président. In Congrès International de Psychologie Physiologique (pp. 29–32). Paris: Bureau des Revues (1890).